# Andrew Porter (rugby à XV)
Pour les articles homonymes, voir Andrew Porter et Porter.

a Compétitions nationales et continentales officielles uniquement.

b Matchs officiels uniquement.
Dernière mise à jour le 4 août 2025.
Andrew Porter, né le 16 janvier 1996 à Dublin (Irlande), est un joueur international irlandais de rugby à XV, jouant au poste de pilier droit ou gauche au Leinster depuis 2016.
Avec le Leinster, il remporte la Coupe d'Europe en 2018, puis le Pro14 quatre fois d'affilée de 2018 à 2021. En équipe nationale, il gagne le Tournoi des Six Nations en 2018 et 2023 en réalisant le Grand Chelem à chaque fois.

## Biographie

### Jeunesse et formation
Né à Dublin, Andrew Porter fréquente le Saint Andrew's College (en) de sa ville natale de 2008 à 2014, puis l'University College Dublin, où il joue au rugby.

### Carrière avec le Leinster
Andrew Porter intègre l'académie du Leinster en 2016. Il joue dans un premier temps deux matchs de British and Irish Cup avec la réserve, puis et est intégré dans l'effectif de l'équipe première dès le premier match de la saison 2016-2017 de Pro12 contre Trévise. Il entre en jeu en cours de match à la place de Cian Healy et son équipe s'impose 20 à 8. Trois mois plus tard, il marque le premier essai de sa carrière le 25 novembre 2016, lors d'une défaite 38 à 29 face aux Scarlets. Pour sa première saison, il joue huit matchs de championnat dont un en tant que titulaire.
La saison suivante, en 2017-2018, il gagne du temps de jeu et commence à s'imposer dans son équipe. Pour sa deuxième saison professionnelle, il participe à 22 rencontres pour six titularisations. Le Leinster se qualifie d'abord en finale de la Coupe d'Europe. Pour ce match, face au Racing 92, Andrew Porter entre en jeu à la 65e minute à la place de Tadhg Furlong et les siens l'emportent 15 à 12 face au Racing 92. Puis, deux semaines plus tard, il joue la finale du Pro 14 quand il entre à la place de Furlong en deuxième période. Le Leinster bat les Scarlets 40 à 32 et Andrew Porter remporte le deuxième titre de sa saison et de sa carrière.
Lors de la saison 2018-2019, il joue 23 matchs toutes compétitions confondues, dont cinq titularisations et inscrit quatre essais. Le Leinster atteint la finale de la Coupe d'Europe où il affronte les Saracens. Cependant, Porter est absent pour cette rencontre. Les Irlandais sont battus 20 à 10. Aussi, le Leinster se qualifie pour les phases finales de championnat auxquelles il participe. Sa province atteint la finale, où elle affronte les Écossais de Galsgow. Il commence le match sur le banc des remplaçant avant d'entrer à la place de Furlong et son équipe s'impose sur le score de 15 à 18.
Durant la saison 2019-2020, le Leinster atteint la finale du Pro14. Pour ce match, face à l'Ulster, Andrew Porter est titulaire en première ligne, au poste de pilier droit, aux côtés de Cian Healy et Rónan Kelleher. Son équipe s'impose sur le score de 27 à 5,.
De même la saison suivante, en 2020-2021, le Leinster atteint de nouveau la finale du Pro14. Cette fois, face au Munster, Porter est titulaire accompagné Healy et Kelleher et son équipe l'emporte une fois de plus, sur le score de 16 à 6,. Il remporte ainsi le Pro14 pour la quatrième saison consécutive.
En 2021-2022, il joue au total quatorze matchs inscrivant trois essais. Sa province se qualifie dans un premier temps en finale de la Coupe d'Europe après avoir éliminé le Connacht, Leicester et le Stade toulousain. En finale, face au Stade rochelais, il est titulaire en première ligne, au poste de pilier gauche, avec Kelleher et Furlong. Il joue 62 minutes avant d'être remplacé par Healy mais son équipe est battue sur le score de 21 à 24. En United Rugby Championship, le Leinster est éliminé en demi-finale par l'équipe sud-africaine des Bulls. Encore une fois en 2022-2023, son équipe est dans un premier temps éliminée en demi-finale du United Rugby Championship par le Munster qui remportera la compétition. Toutefois, la province se qualifie en finale de la Champions Cup où elle affronte le Stade rochelais pour la seconde année consécutive. Pour cette rencontre, Porter est titulaire en première ligne accompagné par Dan Sheehan et Furlong, mais les Rochelais l'emportent une fois de plus, sur le score de 27 à 26. Il perd ainsi sa deuxième finale dans la compétition en deux ans,.
Durant la saison 2024-2025, il remporte la finale du United Rugby Championship en battant les Sud-Africains des Bulls sur le score de 32 à 7. Il s'agit du premier titre gagné par le Leinster depuis 2021, après de nombreuses finales perdues.

### Carrière internationale
Andrew Porter a été sélectionné à 17 reprises en équipe d'Irlande des moins de 20 ans en 2015 et 2016. Avec la sélection, il a obtenu le meilleur résultat de l'histoire des juniors irlandais au championnat du monde junior de rugby à XV 2016, en atteignant la finale du tournoi. Il réalise un excellent tournoi et est l'un des meilleurs joueurs irlandais de la compétition.
Dès 2017, il est sélectionné pour la première fois en équipe senior à l'occasion de la tournée de juin. Il obtient sa première cape le 10 juin 2017 contre les États-Unis, lorsqu'il remplace John Ryan à la 50e minute. Il entre aussi en jeu lors d'un second match de cette tournée, contre le Japon. En janvier 2018, il est de nouveau convoqué en sélection nationale pour le Tournoi des Six Nations 2018, durant lequel il joue quatre matchs, dont un en tant que titulaire. L'Irlande remporte les cinq matchs et réalise le Grand Chelem. Andrew Porter remporte quant à lui son premier titre en équipe nationale.
En 2019, il est retenu parmi les 31 joueurs irlandais disputant la Coupe du monde au Japon. Dans cette compétition, il joue les quatre matchs de poule contre l'Écosse, le Japon, la Russie et les Samoa, puis participe au quart de finale durant lequel son pays est éliminé par les All Blacks.
Il est sélectionné pour le Tournoi des Six Nations 2022, durant lequel il joue les trois premiers matchs avant de se blesser à la cheville mettant ainsi fin à son tournoi. L'Irlande termine en deuxième position derrière la France qui réalise le Grand Chelem.
Début janvier 2023, il est convoqué par Andy Farrell pour disputer le Tournoi des Six Nations. Il joue les cinq matchs du tournoi en tant que titulaire et l'Irlande remporte la compétition en réalisant le Grand Chelem. Il réalise un bon tournoi lui permettant d'être retenu dans l'équipe type de la compétition,.
Fin mai 2023, il est présélectionné dans un groupe de 42 joueurs pour préparer la Coupe du monde 2023 avec son pays,. Fin août, il figure dans la liste définitive des 33 joueurs convoqués pour le tournoi. L'Irlande sera éliminée aux portes des quarts-de-finale face à la Nouvelle-Zélande.
En janvier 2024, il est sélectionné pour le Tournoi des Six Nations. Comme l'édition précédente, il dispute l'ensemble des matchs en tant que titulaire et réalise le back-to-back avec le XV du trèfle pour un deuxième titre consécutif.
En janvier 2025, il est de nouveau sélectionné pour le Tournoi des Six Nations.  Cette fois-ci, les Irlandais terminent à la troisième position derrière la France et l'Angleterre.

#### Avec les Lions britanniques
Début mai 2025, il est convoqué pour la tournée des Lions britanniques et irlandais en Australie. Il honore sa première sélection avec cette équipe face à l'Australie le 19 juillet suivant.

## Statistiques

### En province
| Saison         | Club           | Championnat               | Championnat | Championnat | Coupe d'Europe | Coupe d'Europe | Coupe d'Europe |
| Saison         | Club           | Compétition               | Matchs      | Essais      | Compétition    | Matchs         | Essais         |
| -------------- | -------------- | ------------------------- | ----------- | ----------- | -------------- | -------------- | -------------- |
| 2016-2017      | Leinster       | Pro14                     | 8           | 1           | Coupe d'Europe | -              | -              |
| 2017-2018      | Leinster       | Pro14                     | 16          | -           | Coupe d'Europe | 6              | -              |
| 2018-2019      | Leinster       | Pro14                     | 16          | 4           | Coupe d'Europe | 7              | -              |
| 2019-2020      | Leinster       | Pro14                     | 6           | 2           | Coupe d'Europe | 7              | 3              |
| 2020-2021      | Leinster       | Pro14                     | 4           | -           | Coupe d'Europe | 4              | -              |
| 2020-2021      | Leinster       | Pro14 Rainbow Cup         | 3           | 1           | Coupe d'Europe | 4              | -              |
| 2021-2022      | Leinster       | United Rugby Championship | 7           | 2           | Coupe d'Europe | 7              | 1              |
| 2022-2023      | Leinster       | United Rugby Championship | 8           | 2           | Coupe d'Europe | 6              | 2              |
| Total Leinster | Total Leinster | Total Leinster            | 68          | 12          | Coupe d'Europe | 37             | 6              |

### Internationales

#### Équipe d'Irlande des moins de 20 ans
Andrew Porter a disputé 17 matchs avec l'équipe d'Irlande des moins de 20 ans en deux saisons, prenant part à deux éditions du Tournoi des Six Nations des moins de 20 ans en 2015 et 2016 et deux éditions du Championnat du monde junior en 2015 et 2016. Il a inscrit deux essais, soit dix points.

#### Équipe d'Irlande
Au 1er mars 2025, Andrew Porter compte 73 sélections en équipe d'Irlande pour 6 essais marqués, soit 30 points. Il a pris part à six éditions du Tournoi des Six Nations de 2018 à 2023 et à une édition de la Coupe du monde en 2019.
| Année | Compétition                 | Matchs | Points | Essais |
| ----- | --------------------------- | ------ | ------ | ------ |
| 2017  | Test matchs                 | 3      | -      | -      |
| 2018  | Six Nations                 | 4      | -      | -      |
| 2018  | Test matchs                 | 4      | -      | -      |
| 2019  | Six Nations                 | 3      | -      | -      |
| 2019  | Test matchs                 | 4      | -      | -      |
| 2019  | Coupe du monde              | 5      | -      | -      |
| 2020  | Six Nations                 | 5      | 5      | 1      |
| 2020  | Coupe d'automne des nations | 4      | -      | -      |
| 2021  | Six Nations                 | 5      | -      | -      |
| 2021  | Test matchs                 | 3      | 5      | 1      |
| 2022  | Six Nations                 | 3      | -      | -      |
| 2022  | Test matchs                 | 5      | 10     | 2      |
| 2023  | Six Nations                 | 5      | 5      | 1      |
| Total | Total                       | 53     | 25     | 5      |

| Numéro | Date             | Lieu                          | Adversaire       | Compétition             | Résultat | Score |
| ------ | ---------------- | ----------------------------- | ---------------- | ----------------------- | -------- | ----- |
| 1      | 23 février 2020  | Stade de Twickenham, Londres  | Angleterre       | Tournoi des Six Nations | Défaite  | 24-12 |
| 2      | 21 novembre 2021 | Aviva Stadium, Dublin         | Argentine        | Test match              | Victoire | 53-7  |
| 3      | 9 juillet 2022   | Forsyth Barr Stadium, Dunedin | Nouvelle-Zélande | Test match              | Victoire | 12-23 |
| 4      | 9 juillet 2022   | Forsyth Barr Stadium, Dunedin | Nouvelle-Zélande | Test match              | Victoire | 12-23 |
| 5      | 11 février 2023  | Aviva Stadium, Dublin         | France           | Tournoi des Six Nations | Victoire | 32-19 |

## Palmarès

### En province
- Leinster
  - Vainqueur de la Coupe d'Europe en 2018
  - Vainqueur du Pro14/United Rugby Championship en 2018, 2019, 2020, 2021 et 2025.
  - Finaliste de la Coupe d'Europe en 2022, 2023 et 2024.

### En sélection nationale
- Irlande -20
  - Finaliste du Championnat du monde junior en 2016.
- Irlande
  - Vainqueur du Tournoi des Six Nations en 2018 (Grand Chelem), 2023 (Grand Chelem) et 2024.

### Distinctions personnelles
- Membre de l'équipe type du Tournoi des Six Nations en 2023, 2024 et 2025.